# National Dress Reform Association
La National Dress Reform Association (NDRA) est une association américaine fondée en 1856 par le Dr James Jackson ayant pour but de réformer le costume féminin. L'objectif est d'abord sanitaire et national, puis devient féministe en 1859. L'association est finalement dissoute en 1865. 

## Les origines de l’Association
Le modèle de costume élaboré le Dr James Jackson et sa femme en 1856 est grandement inspiré du pantalon turc, ou de ce qui est passé à la postérité comme le « bloomer ».  Ce costume popularisé par Amelia Bloomer consiste en une jupe raccourcie portée par-dessus un pantalon bouffant.
Deux théories s’opposent quant à l’origine de cette mode. Il s’agirait selon certains historiens d’un courant marginal qui remonterait à la publication des récits de voyages en Orient de Mary Wortley Montagu durant la première moitié du XVIIIe siècle. Les féministes prônant une réforme du costume se seraient alors servies du modèle plus ou moins avéré de la femme orientale libre en larges pantalons. Elles auraient également jugé moins choquant d’adopter une pièce vestimentaire étrangère que de « travestir les femmes » en adoptant le pantalon masculin. 
La seconde théorie est un peu moins ancienne et réfère à la « cure d’eau », une pratique médicale très en vogue au XIXe siècle. En Europe et sur le sol américain, de nouvelles stations thermales proposent de revitaliser les corps faibles et d’offrir une solution naturelle aux «maladies des femmes». Dans ces stations de santé, à des fins de confort et d’hygiène, les femmes portent un vêtement semblable à la culotte turque. Ces anciennes malades ayant adopté un nouveau costume durant leur convalescence auraient inspiré et rejoint le NDRA. 

## Les objectifs et modes d’action
Lors de sa création en 1856, l’objectif de l’association est d’abord sanitaire. Il s’agit alors de rendre les femmes plus saines en leur permettant de bouger librement et en évitant de comprimer les organes par des corsets trop serrés. Ainsi, elles sont à même de produire les enfants en santé, mais aussi de participer activement à la société américaine. Le caractère national de l’association s’exprime d’ailleurs dans le choix de matériaux bruts et américains ainsi que dans la simplicité du style. L’objectif est de rappeler les traditions paysannes et de s’opposer aux modes parisiennes jugées irrationnelles. 
Il ne s’agit toutefois pas, comme certains journaux d’époque aiment le faire croire, d’une entreprise souhaitant abolir les différences sexuées. L’association milite pour le port d’un costume féminin rationnel tout en étant relativement conforme aux standards esthétiques de la mode féminine. À partir de 1859, l’association prend une tangente plus militante et féministe. Les tensions concernant l’esclavage montent dans tout le pays et l’association s’en sert pour faire valoir la cause féminine. Pour l’association, le vêtement est à la fois le signe et la cause de l’asservissement des femmes.
La NDRA affirme que le costume est au cœur de l’infériorisation de la femme et accuse les féministes d’avoir abandonné le combat vestimentaire au profit d’un militantisme législatif.  Pour lutter contre l’oppression, la femme doit faire un effort individuel et modifier ses habitudes.   
Le journal The Sybil : A review of the Tastes, Errors and Fashions of Society porte les revendications du NDRA. Le journal a comme objectif principal la familiarisation du public avec la réforme du costume. The Sibyl est publié par Lydia Sayer Hasbrouck qui préside aussi l'association de 1863 à 1865.Il cesse de paraître en 1865.   
À son apogée, l’association atteint entre 6000 et 8000 membres provenant principalement de la classe moyenne blanche et est représentée dans 19 États.  

## L’implication masculine et le démantèlement
À partir de 1859, les oppositions antiféministes sont toutefois très présentes. La stratégie principale des détracteurs de la réforme du costume féminin est la caricature reposant sur l’inversion des sexes. Les femmes militantes sont alors représentées fumant le cigare ou houspillant leur mari. De plus,  l’opinion publique est assez défavorable à une réforme de l’habillement féminin et les «bloomers» et les militantes sont rapidement marginalisées. Cependant, le principal facteur de l’échec de l’association à instaurer un réel changement est l’indifférence et l’incompréhension du public. Ainsi, la majorité féminine silencieuse et conformiste fait peu de cas des revendications du NDRA et préfère conserver ses habits traditionnels. 
À l’intérieur même de l’Association, les dissensions se font de plus en plus dérangeantes. Depuis, sa création la NDRA a pour mission de laisser la parole aux femmes, mais encourage aussi les hommes à joindre le mouvement. Le devoir de ces hommes est d’aider les femmes à adopter un habillement plus modeste et rationnel. Cependant, en 1865, de nombreuses membres jugent que les hommes ne comprennent pas réellement les difficultés engendrées par le port du «vêtement rationnel» au quotidien. De plus, elles réalisent que si la présence des hommes légitimait la réforme dans les années 1850, leur prédominance dans l’Association empêche certaines femmes d’être entendues. Les attaques extérieures ainsi que les divisions internes ont donc raison de l’Association qui se réunit une dernière fois en juin 1865.

## Page connexe
- Réforme vestimentaire
- Bloomer